# 강영안
강영안(姜榮安, 1952년 1월 3일 - )은 대한민국의 기독교 철학자이다.

## 개요
서강대학교의 철학과 교수였으며, 고려신학대학(현 고신대학교)에서 신학을 공부하던 중에 철학에 심취되어 한국외국어대학교에서 네덜란드어와 철학을 전공하였다. 벨기에 정부 초청 장학생으로 유학을 떠나 루뱅 대학교와 네덜란드 암스테르담 자유대학교에서 다시 학부과정부터 박사과정까지 철학을 공부하였다. 네덜란드 레이던 대학교 철학부 전임강사, 계명대 철학과 교수를 하였다. 서강대학교 철학과 교수로 서강대 학생처장·교양학부 학장·문학부 학장·국제인문학부 학장·인문과학연구원 원장·철학연구소장을 역임하고 은퇴하였다. 벨기에 루뱅대학교 초빙 교수로 레비나스를 연구하였고, 미국 캘빈 칼리지 철학과 초빙 정교수로 서양철학과 동양철학을 강의하였다. 사단법인 기독교윤리실천운동 공동대표와 한국칸트학회와 한국철학회, 그리고 한국기독교철학회의 회장, 대한철학회 회장, 인문학대중화위원회 위원장, 학교법인 고려학원 이사장을 역임했으며, 두레교회와 주님의 보배교회 장로로 섬겼다. 손봉호박사와 함께 한국에서 기독교 철학을 주도하고 있다. 미국 칼빈 신학교(Calvin theological seminary)에서 철학신학(Philosophical Theology) 담당 교수로 임용되었는데, 은퇴한 존 W. 쿠퍼(John W. Cooper) 교수의 후임으로 2017년 2학기부터 재직 중이다.

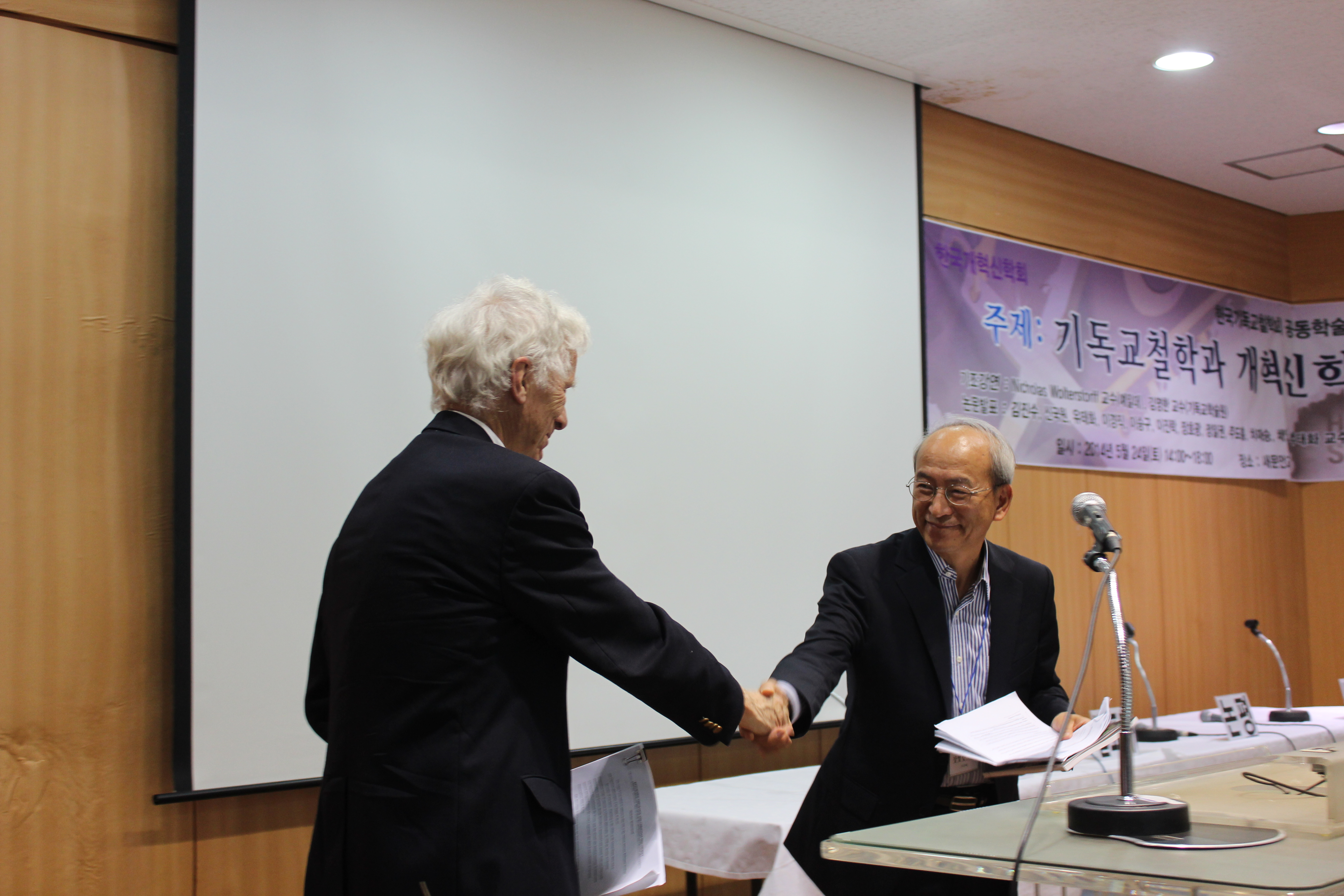
니컬러스 월터스토프 박사와 강영안 박사 새문안 교회, 2014-05-24

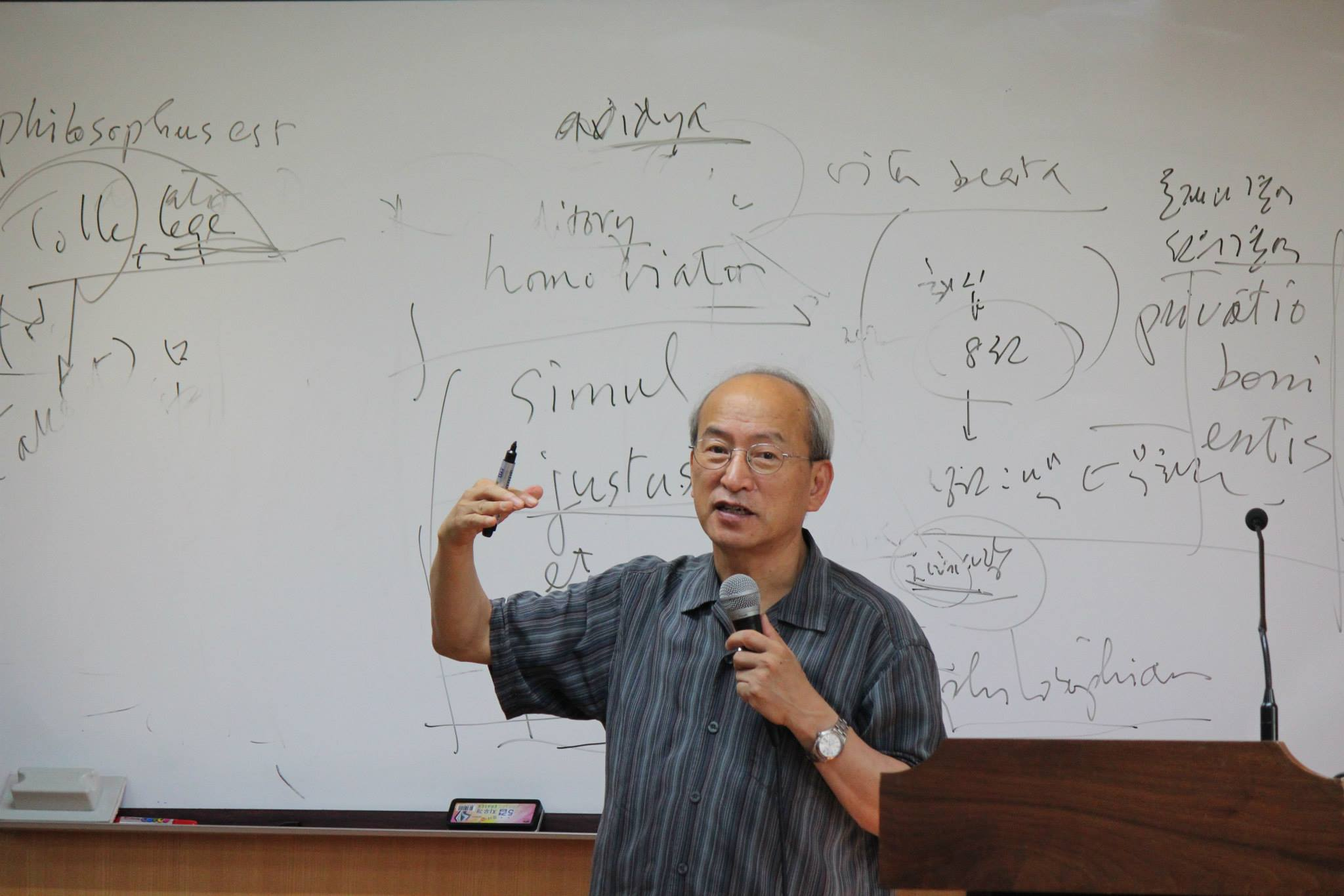
합동신학대학원 대학교에서 어거스틴 강의를 하는 강영안 박사

## 학력
- 고신대학교 중퇴
- 한국외국어대학교 영어영문학과 문학사
- 벨기에 루뱅대 철학과 학사
- 벨기에 루뱅대 철학대학원 철학석사
- 네덜란드 암스테르담 자유대학교 박사(`85)

## 경력
- 미국 캘빈 칼리지 초빙교수(`02~`04)
- 한국칸트학회 회장(`04~`06)
- 교육부총리 자문 논술 심의 위원회 위원장(`06~`08)
- 벨기에 루뱅대 초빙교수(1995-6)
- 네덜란드 국립 레이든 대학 철학과 전임강사(1982-3)
- 계명대 철학과 교수(1986-89)
- 한국철학회 회장(2013-2014)
- 한국기독교철학회 회장(2014-현재)
- 서강대학교 철학과 교수(1990-2016)
- 미국 칼빈 신학교 철학신학 교수(2017- )

## 철학신학
그는 철학신학(philosophical theology)을 철학적 사조 위에서 신앙을 합리적으로 설명하는 학문으로 정의한다. 신학이 철학을 유익하게 사용할 수 있다고 한다. 그러나 이 두 관계를 대립적으로 보지 않고 대화적으로 보는 것이다. 인간은 물음을 던지는 존재인데 바로 소크라테스를 비롯해 독일의 칸트, 하이데거와 같은 철학자들의 주장에서 나타난다고 한다. 바로 성경은 물음의 책이며 물음에 대한 응답을 보여준다고 한다.
사도행전 2장 오순절 성령 강림 사건 후 베드로는 담대하게 예수 그리스도를 선포하는데, 그 설교를 들은 이스라엘 사람들의 첫 반응이 나타나는데, 그것은 바로 ‘형제들아, 우리가 어이할꼬’(행 2:37)라는 물음이라고 한다. 또한
예수 그리스도는 그 누구보다 질문을 많이 던졌는데 마태복음 1장부터 사도행전 1장까지 예수님의 질문이 305번 나온다고 한다. 요한복음 1장은 예수를 따르는 자들에게 근본적인 가치를 드러냄으로써 행동을 촉발시키고자 던지신 질문이라고 한다. 즉 질문에 대한 응답을 요구한다는 것이다.
질문은 질문으로 끝나지 않고 응답이 따른다고 한다. 예를 들면 누가복음에 나오는 삭개오와 대화속에서는 “믿음은 하나님의 주권적 사랑으로 우리에게 주어지는 선물이자 동시에 예수를 만나 그분을 알려고 하는 열망의 결과”라고 역설한다. 올바른 질문은 올바른 응답이 요구되는데 실천하는 믿음은 뒤따라온다고 한다. 삶에서 사랑을 실천하는 믿음의 열매를 맺게 되는 것이라고 한다.

## 주요저서
1. 『타인의 얼굴』(문학과 지성사, 2005)
2. 『인간의 얼굴을 가진 지식』(소나무, 2002)
3. 『우리에게 철학은 무엇인가』(궁리, 2002)
4. 『강교수의 철학이야기』(IVP, 2001)
5. 『도덕은 무엇으로부터 오는가』(소나무, 2000)
6. 『자연과 자유사이』(문예출판사, 1998)
7. 『주체는 죽었는가』(문예출판사, 1996)
8. 『칸트의 형이상학과 표상적 사유』(2009)
9. 『철학은 어디에 있는가』(2012)
10. 『어떻게 참된 그리스도인이 될 것인가』(한길사)
11. 『신을 모르는 시대의 하나님』
12. 『종교개혁과 학문』(SFC출판부)
13. 『묻고 답하다』(홍성사)
14. 『몸.영혼.정신』
15. 『급변하는 흐름 속의 문화』(서광사)
16. 『믿는다는 것: 묻고 응답하고 실천하는 믿음』(2018)

## 같이 보기
- 기독교 철학
- 손봉호
- 칼빈 신학교
- 존 W. 쿠퍼
- 니컬러스 월터스토프
- 기독교 세계관
- 신 칼뱅주의
- 신국원